# Jim Kearney
James Lee Kearney, mais conhecido como Jim Kearney (Wharton, 21 de janeiro de 1943 — 6 de agosto de 2024), foi um jogador profissional de futebol americano estadunidense.

## Carreira
Jim Kearney foi campeão da Super Bowl IV jogando pelo Kansas City Chiefs.

## Morte
Kearney morreu no dia 6 de agosto de 2024, aos 81 anos.